# Отражательная электронная микроскопия
Отражательная электронная микроскопия (ОЭМ) — разновидность микроскопии, в которой для формирования изображения поверхности используются рассеянные высокоэнергетические электроны, падающие на поверхность под скользящими углами.

## Описание
Если вокруг образца поддерживаются сверхвысоковакуумные условия, то отражательная электронная микроскопия может быть использована для изучения процессов на поверхности. Её достоинства заключаются в способности различать атомные ступени, а также области с различной реконструкцией при использовании дифракционного контраста. Упруго рассеянные электроны формируют картину дифракции на задней фокальной плоскости объективной линзы, где один или несколько дифракционных рефлексов вырезаются апертурной диафрагмой. Увеличенное изображение проецируется на экран микроскопа.
Одна из особенностей отражательного электронного микроскопа — различие увеличений в различных направлениях вдоль плоскости объекта — связана с наклонным положением объекта по отношению к оптической оси микроскопа. Вследствие этого, увеличение такого микроскопа характеризуют обычно двумя величинами: увеличением в плоскости падения пучка электронов и увеличением в плоскости, перпендикулярной плоскости падения.
В результате перспективного типа изображения, только его центральная часть находится в фокусе, в то время как верхняя и нижняя части перефокусированы и недофокусированы, соответственно. Другое следствие изображения в перспективе — это более слабое разрешение вдоль направления пучка. Практически, на электронных микроскопах такого типа достигнуто разрешение порядка 100 Å.